# Forteresse de Karlsborg
La forteresse de Karlsborg est une forteresse à Karlsborg sur le Vättern dans la province de Västergötland en Suède.
La construction de la forteresse, décidée par Baltzar von Platen, débuta en 1819 après la guerre de Finlande et les guerres napoléoniennes.
Il s'agit de l'une des plus grandes forteresses d'Europe, s'étendant sur 100 hectares. Elle fut la garnison de 6 000 soldats et de 8 à 10 000 personnes supplémentaires.
Elle est classée comme Byggnadsminne depuis 1935.